# Polythene Pam
Polythene Pam – utwór zespołu The Beatles, skomponowany przez Johna Lennona, który znajduje się na albumie Abbey Road.

## Twórcy
- John Lennon – wokal, gitara dwunastostrunowa
- Paul McCartney – wokal, gitara basowa, gitara akustyczna, pianino
- George Harrison – wokal, gitara prowadząca
- Ringo Starr – perkusja